# Jens Fink-Jensen
Pour les articles homonymes, voir Fink, Jensen et Jens Jensen.
Jens Fink-Jensen (né à Copenhague le 19 décembre 1956) est un écrivain, poète, photographe et compositeur danois. 

## Biographie
Jens Fink-Jensen débuta comme romancier le 4 juin 1975 par la publication de la nouvelle Juni 1995 (Juin 1995) au quotidien Information et comme poète en mai 1976 par la publication de quatre poèmes dans la revue littéraire Hvedekorn no 76/1. Son premier recueil de poèmes Verden i et øje (Le monde dans un œil) parut le 19 octobre 1981. Sa première publication de prose, le recueil de nouvelles Bæsterne (Les bêtes), parut le 5 juin 1986, et son premier livre pour enfants Jonas og konkylien (Jonas et la coquille) le 18 mars 1994. 
Jens Fink-Jensen eut son bac d’orientation langues modernes au lycée avec internat « Herlufsholm » en 1976. De suite, il fit son service militaire à « Den Kongelige Livgarde », et en 1986 il finit ses études d’architecture à l’École d’architecture de l’académie des beaux-arts à Copenhague. En 1997 il prit une formation à la même école pour devenir dessinateur multimédia.
Membre du cercle original des poètes appelés « les poètes des années 80 » qui se réunirent autour du rédacteur de la revue littéraire Hvedekorn, Poul Borum, Jens Fink-Jensen organisa en 1980 en collaboration avec entre autres son confrère poète, Michael Strunge, la manifestation de la génération 80 titrée « NÅ!!80 » à « Huset » à Copenhague.
Accompagné par le joueur de claviers Fredrik Mellqvist et le saxophoniste Jens Severin, Jens Fink-Jensen fait des spectacles lyriques multimédia incluant la récitation de poèmes, la présentation de ses propres diapositives et compositions sur synthétiseur aux lycées, festivals etc.

## Expositions
Jens Fink-Jensen a fait diverses expositions de photos entre autres Sydens skibe (Les bateaux du Sud) et Beijing Ansigt (Le visage de Beijing), l’exposition de poèmes et de photos Ordbilleder (Images de mots) et le spectacle son et diapositives Øje på verden – om bøgernes råstof (Regard sur le monde – sur la substance des livres).

## Publications littéraires
- Verden i et øje (Le monde dans un œil), poèmes, 1981
- Sorgrejser (Voyages douloureux), poèmes, 1982
- Dans under galgen (Danse sous la potence), poèmes, 1983
- Bæsterne (Les bêtes), nouvelles, 1986
- Nær afstanden (Près de la distance), poèmes, 1988 (publiées en arabe en 1999)
- Jonas og konkylien (Jonas et la coquille), livre pour enfants, 1994 (illustré par Mads Stage)
- Forvandlingshavet (La mer de transformation), poèmes, 1995
- Jonas og himmelteltet (Jonas et la tente céleste), livre pour enfants, 1998 (illustré par Mads Stage)
- Alt er en åbning (Tout est une ouverture), poèmes, 2002
- Syd for mit hjerte. 100 udvalgte kærlighedsdigte (Au sud de mon cœur. Une sélection de 100 poèmes d’amour), poèmes, 2005

## Traductions
Une traduction en arabe du recueil de poèmes Nær afstanden (Près de la distance) faite par Jamal Jumas fut publiée en 1999 (Éditions Alwah à Madrid). Quelques-uns des poèmes de ce recueil avaient déjà été publiés au quotidien Al-Quds Al-Arabi (Londres 1996) et dans la revue littéraire Nizwa (au sultanat d’Oman, 1999).